# 胡利奥·伊格莱西亚斯
胡利奥·伊格莱西亚斯（西班牙語發音：[ˈxuljo iˈɣlesjas]，1943年9月23日—），西班牙情歌男歌手。他曾发行过77张专辑，销量超过2亿5千万份。他曾进行过超过5000场个人演唱会，并以14种语言演唱过。
胡立歐的作品《Lo Mejor De Tu Vida》於1990年由已故香港著名填詞人林振強改編成《細水長流》，由已故歌手蔡齡齡主唱。其後亦有不少歌手例如：何嘉麗、伍詠薇、趙學而、梁漢文、王菀之、張敬軒、林二汶都曾重新灌錄或現場演繹。
歌手安立奎·伊格萊西亞斯和小胡利奧·伊格萊西亞斯（Julio Iglesias Jr.）是他的兒子。